# Радиус инерции сечения
Радиус инерции сечения — геометрическая характеристика сечения, связывающая геометрический момент инерции фигуры {\displaystyle J} с её площадью {\displaystyle F} следующими формулами:
{\displaystyle J_{y}=i_{y}^{2}F}
{\displaystyle J_{z}=i_{z}^{2}F}
Отсюда, формула радиуса инерции:
{\displaystyle i_{y}={\sqrt[{}]{\frac {J_{y}}{F}}}}
{\displaystyle i_{z}={\sqrt[{}]{\frac {J_{z}}{F}}}}
Таким образом, радиус инерции отражает отношение жесткости стержня на изгиб ({\displaystyle EJ}) и на сжатие ({\displaystyle EF}).
В сопротивлении стержней продольному изгибу (потере устойчивости прямолинейной формы при сжатии) основную роль играет гибкость стержня, а значит и величина наименьшего радиуса инерции сечения. Таким образом, большую экономичность будут иметь те сечения, у которых наименьший радиус инерции равен наибольшему, то есть сечения у которых все центральные моменты инерции равны, а эллипс инерции обратился бы в круг.
Единица измерения СИ — м. В строительной литературе чаще записывается в миллиметрах или сантиметрах, ввиду небольшой величины на практике.
Если моменты инерции {\displaystyle J_{y}} и {\displaystyle J_{z}} являются главными моментами инерции, то {\displaystyle i_{y}} и {\displaystyle i_{z}} — также являются главными радиусами инерции.
В некоторой литературе радиус инерции обозначается просто {\displaystyle r}.